# 30194 Liamyoung
30194 Liamyoung este un asteroid din centura principală de asteroizi.

## Descriere
30194 Liamyoung este un asteroid din centura principală de asteroizi. A fost descoperit pe 7 aprilie 2000 la Socorro, New Mexico, în cadrul proiectului LINEAR. Asteroidul prezintă o orbită caracterizată de o semiaxă mare de 2,38 ua, o excentricitate de 0,18 și o înclinație de 5,9° în raport cu ecliptica.